# جلال طالبي
سيد جلال طالبي، من مواليد 23 مارس 1942م، وهو لاعب إيراني سابق لكرة القدم ولعب بمركز لاعب وسط، شارك مع زملائه في المنتخب الإيراني لدورة الألعاب الصيفية الأولمبية التي استضافته العاصمة اليابانية طوكيو، كما درب مع المنتخب السوري لكرة القدم ببطولة كأس العرب سنة 2002م، كما أصبح مدرباً لنادي الطليعة السوري في ذلك الوقت.